# Raja rondeleti
Raja rondeleti är en rockeart som beskrevs av Bougis 1959. Raja rondeleti ingår i släktet Raja och familjen egentliga rockor. Inga underarter finns listade i Catalogue of Life.